# Relaciones Reino Unido-Ucrania
El embajador de Ucrania en el Reino Unido es Vadym Prystaiko, y la embajadora británica en Ucrania es Melinda Simmons, quien fue nombrada en 2019.
Desde el comienzo de la Guerra ruso-ucraniana, y especialmente después de la Invasión rusa de 2022, las relaciones han sido extremadamente estrechas ya que el Reino Unido ha proporcionado ayuda militar a Ucrania. Ucrania y el Reino Unido, junto con Polonia acordaron formar un pacto trilateral de seguridad a principios de 2022.

## Historia
Después de la Segunda Guerra Mundial, los esquemas de permisos de trabajo emitidos bajo el gobierno de Attlee (en el cargo: 1945–1951) reclutaron a ucranianos para trabajar en las fábricas de Lancashire y en los invernaderos. del Valle de Lea (Middlesex/Essex). Un gran número de ucranianos (principalmente personas desplazadas de campos en Alemania) llegaron al Reino Unido. Los ucranianos se integraron en el Reino Unido como trabajadores voluntarios europeos, mientras que los prisioneros de guerra ucranianos de los ejércitos polaco y alemán también fueron desmovilizados y asentados en las principales ciudades del Reino Unido.
La Primera ministra Margaret Thatcher visitó Ucrania en junio de 1990 cuando era parte de la Unión Soviética.

### Independencia de Ucrania
Después de la división del país en repúblicas y regiones, y más tarde en 1991 después del colapso del país (URSS) en varios países y su independencia, el Reino Unido reconoció la independencia de Ucrania el 31 de diciembre de 1991. Después de la independencia de Ucrania de la Unión Soviética en agosto de 1991, las relaciones diplomáticas entre Ucrania y el Reino Unido se establecieron el 10 de enero de 1992. Ucrania abrió una Embajada en Londres en octubre de 1992 y un Consulado General en Edimburgo en febrero de 2002. El Consulado General del Reino Unido en Kiev abrió en noviembre de 1991 y se convirtió en la Embajada en enero de 1992.
Hasta 2005, los presidentes de Ucrania visitaron dos veces el Reino Unido: en febrero de 1993 y diciembre de 1995. El primer ministro del Reino Unido visitó Ucrania en abril de 1996. La intensidad de los contactos bilaterales en todos los niveles aumentó durante 2008–2009. En particular, el presidente de Ucrania Viktor Yuschenko visitó el Reino Unido tres veces: en mayo, octubre de 2008 y enero de 2009. Como resultado de la visita de mayo de 2008, la Declaración Conjunta que declaró oficialmente la naturaleza estratégica de Ucrania- Se emitieron relaciones británicas.
Desde el establecimiento de las relaciones bilaterales en la comunicación ucraniano-británica, la disputa sobre las armas nucleares se ha convertido en la piedra angular. Gran Bretaña, como uno de los miembros permanentes del Consejo de Seguridad de la ONU y miembro del club nuclear, era extremadamente sensible a que Ucrania heredara de la URSS el tercer mayor arsenal nuclear en el mundo, superando con creces el arsenal de Gran Bretaña. Así, el Reino Unido fue uno de los tres principales iniciadores de la firma del Memorándum de Budapest sobre garantías de seguridad y uno de los tres principales garantes de seguridad de los países que acordaron deshacerse del arsenal nuclear, en particular, Ucrania. El documento hace referencia a tres acuerdos políticos idénticos firmados en la conferencia de la OSCE en Budapest, Hungría el 5 de diciembre de 1994, proporcionando garantías de seguridad a sus signatarios. relativo a la adhesión de Bielorrusia, Kazajistán y Ucrania al Tratado sobre la no proliferación de las armas nucleares. El memorando fue firmado originalmente por tres potencias nucleares, la Federación de Rusia, el Reino Unido y los Estados Unidos de América. China y Francia dieron garantías individuales algo más débiles en documentos separados.

Tras la anexión de Crimea a Rusia en 2014, el Reino Unido, junto con otros países, declaró que la participación rusa era un incumplimiento de sus obligaciones con Ucrania en virtud del Memorando de Budapest, un Memorando transmitido a las Naciones Unidas bajo la firma de Serguéi Lavrov, entre otros, y en violación de la soberanía y la integridad territorial de Ucrania.

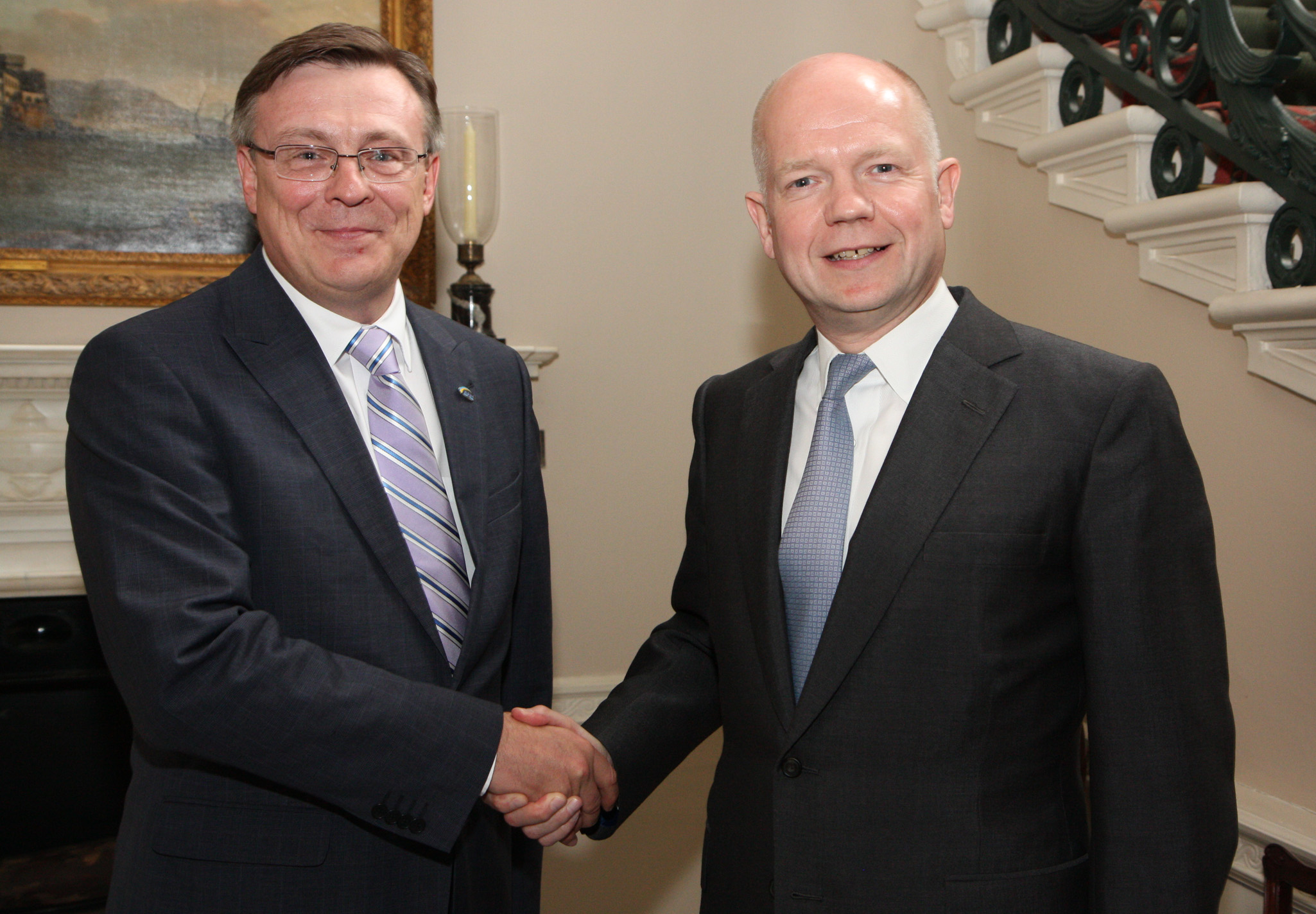
El Secretario de Relaciones Exteriores británico William Hague con el ministro de Relaciones Exteriores de Ucrania, Leonid Kozhara, en Londres, 13 de mayo de 2013.

Las relaciones entre el Reino Unido y Ucrania son actualmente muy estrechas, hay visitas bilaterales regulares entre los países y el diálogo político cubre toda la gama de temas internacionales.
Desde el comienzo de la revolución ucraniana y los disturbios prorrusos en Ucrania, el Reino Unido ha apoyado activamente a Ucrania y ha condenado públicamente las acciones rusas. El Reino Unido apoya a Ucrania para convertirse en miembro de la UE y la OTAN. En este contexto, Londres ha implementado una serie de sanciones y medidas restrictivas tanto en formatos unilaterales como multilaterales.
Desde principios de 2014 se han llevado a cabo las siguientes reuniones: la reunión entre el primer ministro de Ucrania Arseniy Yatseniuk y el ministro de Asuntos Exteriores británico William Hague durante la visita de FS a Ucrania (3 de marzo), la reunión del primer ministro Arseniy Yatseniuk reunión con el primer ministro del Reino Unido David Cameron al margen de la Cumbre de la UE en Bruselas (6 de marzo); reunión entre el presidente de Ucrania Petro Poroshenko con el primer ministro del Reino Unido, David Cameron, durante las conmemoraciones del 70 aniversario del desembarco de Normandía, así como una serie de reuniones a nivel de ministros de relaciones exteriores de los dos países (3 de marzo, 7 de mayo, 23 de junio).
El 12 de febrero de 2015, se firmó el segundo Protocolo de Minsk. Estos son sus nombres propios, pero consisten en dos documentos: "El Paquete de medidas para la implementación de los Acuerdos de Minsk" y "La Declaración de apoyo al Paquete de medidas para la implementación del Protocolo de Minsk, adoptado el 12 de febrero de 2015" para prevenir un conflicto armado dentro de Ucrania entre personal militar subordinado al gobierno central y ciudadanos de la parte oriental de Ucrania: República Popular de Donetsk y República Popular de Lugansk.
En noviembre de 2021, el Reino Unido y Ucrania firmaron un acuerdo para que el Reino Unido mejore las capacidades navales de Ucrania con nuevos buques de contramedidas de minas, barcos lanzamisiles, fragatas y otros equipos navales en respuesta a una acumulación de fuerzas rusas en la frontera con Ucrania.

### Cooperación militar y OTAN
El Reino Unido y Ucrania forman parte de una mayor cooperación militar y programas de entrenamiento como parte de un ejercicio a largo plazo OTAN. En junio de 2020, la OTAN reconoció formalmente a Ucrania como Socio de Oportunidades Mejoradas, un estaque han realizado contribuciones significativas a las operaciones y misiones dirigidas por la OTAN. El secretario de Defensa británico Ben Wallace dio la bienvenida a la decisión y elogió los actuales programas de entrenamiento militar en curso entre ambos países.

#### Invasión rusa de Ucrania de 2022
Después de la invasión rusa de Ucrania en 2022, el Reino Unido brindó un apoyo sustancial a Ucrania en forma de ayuda militar defensiva (incluidos alrededor de 2000 NLAW sistemas de misiles antitanque), ayuda humanitaria y sanciones económicas de represalia contra Rusia. Antes de esto, había entrenado a unos 22.000 ucranianos como parte de la Operación Orbital. La Royal Air Force también voló aviones de vigilancia para recopilar inteligencia sobre los movimientos terrestres rusos.
El 18 de marzo de 2022, los encuestados ucranianos votaron al Reino Unido como el tercer país que más apoya a Ucrania después de Polonia y Lituania en una encuesta realizada por Rating Group.
En respuesta a la acumulación militar rusa previa a la invasión, el 17 de febrero de 2022, el Reino Unido, Polonia y Ucrania acordaron un Pacto trilateral británico-polaco-ucraniano para fortalecer la cooperación estratégica entre los tres países. In a poll published by Rating Group, Ukrainian respondents voted in favour of closer ties to Poland and the UK as opposed to NATO membership.
El ministro de Defensa de Ucrania Oleksii Reznikov elogió los esfuerzos del Reino Unido para apoyar a Ucrania durante una visita oficial al Reino Unido el 20 de marzo de 2022. Dijo: "Apreciamos mucho que este año, Gran Bretaña fue el primero en proporcionarnos armas serias que han aumentado nuestras capacidades de defensa. Su papel es especial, y su coraje y su espíritu contrastan con la pasividad de algunos otros países".
El 7 de mayo de 2022, Gran Bretaña anunció que contribuiría con otros 1.300 millones de libras (1.600 millones de dólares) en ayuda militar y humanitaria a Ucrania, antes de una conversación por video planificada entre los líderes del Grupo de los Siete y el presidente ucraniano Volodymyr Zelenskiy. Más tarde, en mayo, el Secretario de Defensa Ben Wallace dijo que el Ministerio de Defensa y los agregados militares en las embajadas británicas estaban buscando a soviéticos y Equipo de defensa fabricado en Rusia para comprar y suministrar a Ucrania.

## Relaciones culturales y económicas
El Reino Unido es un importante socio comercial de Ucrania, es el quinto mayor inversor en Ucrania.
El Censo de 2001 registró 11.913 personas nacidas en Ucrania residentes en el Reino Unido. Un gran número de ucranianos que viven en Gran Bretaña son Católicos ucranianos, bajo la jurisdicción de la Epararquía católica ucraniana de la Sagrada Familia de Londres, mientras que muchos otros británicos ucranianos son judíos.

## Embajadas y consulados
- Reino Unido tiene un embajada en Kiev.
- Ucrania tiene un embajada y consulado-general en Londres y un consulado-general en Edimburgo.

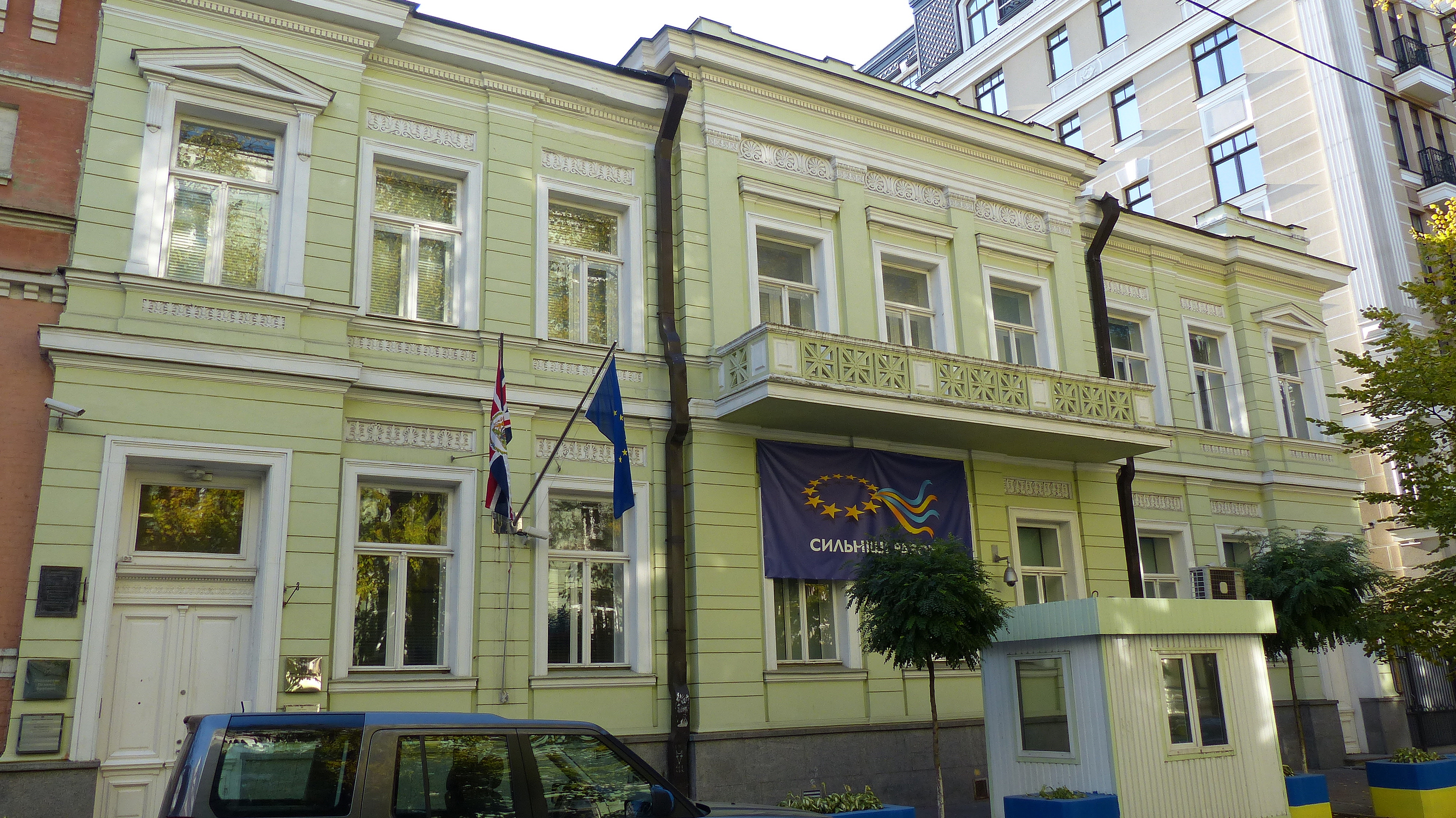
Embajada del Reino Unido en Kiev
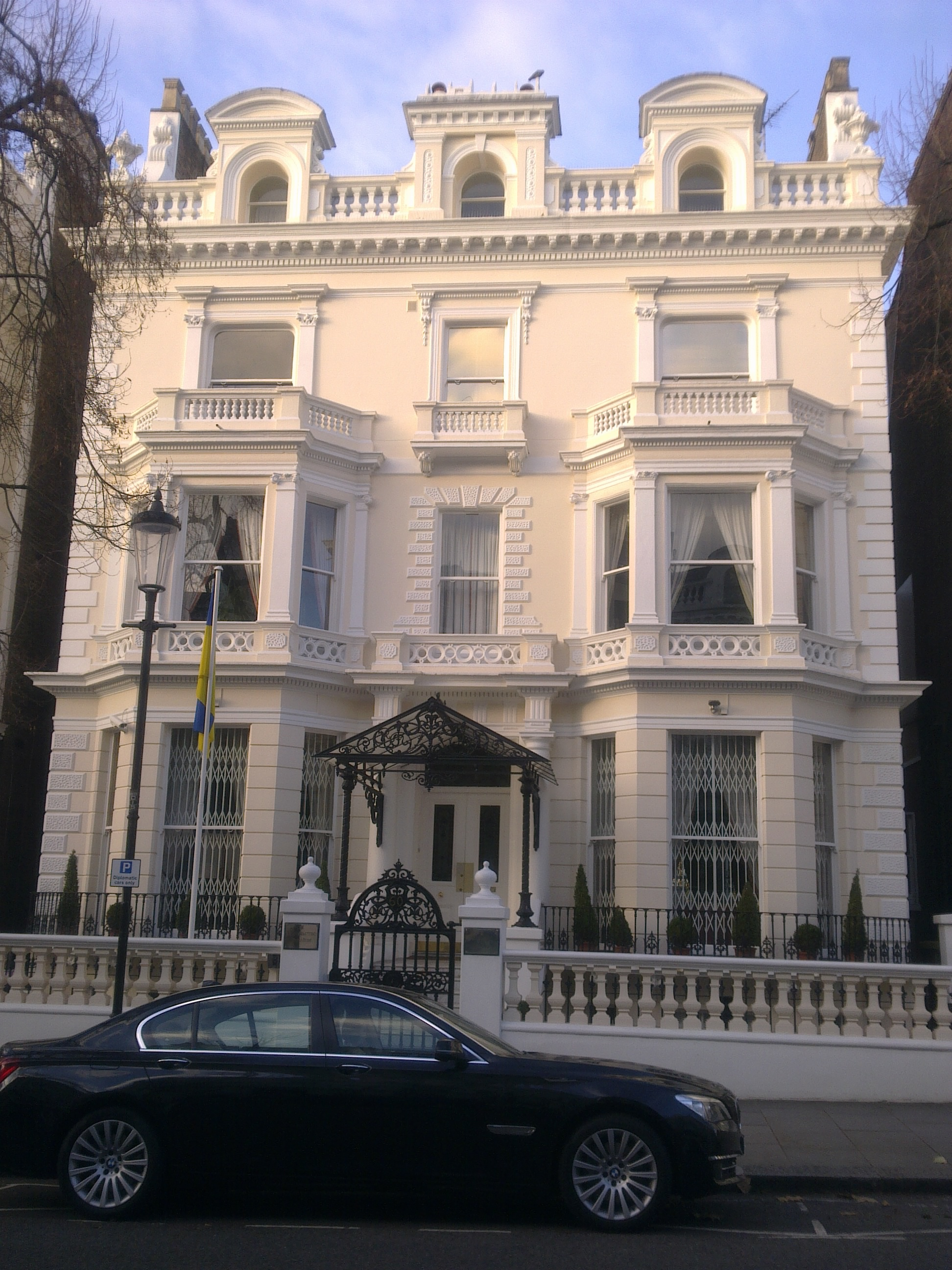
Embajada de Ucrania en Londres
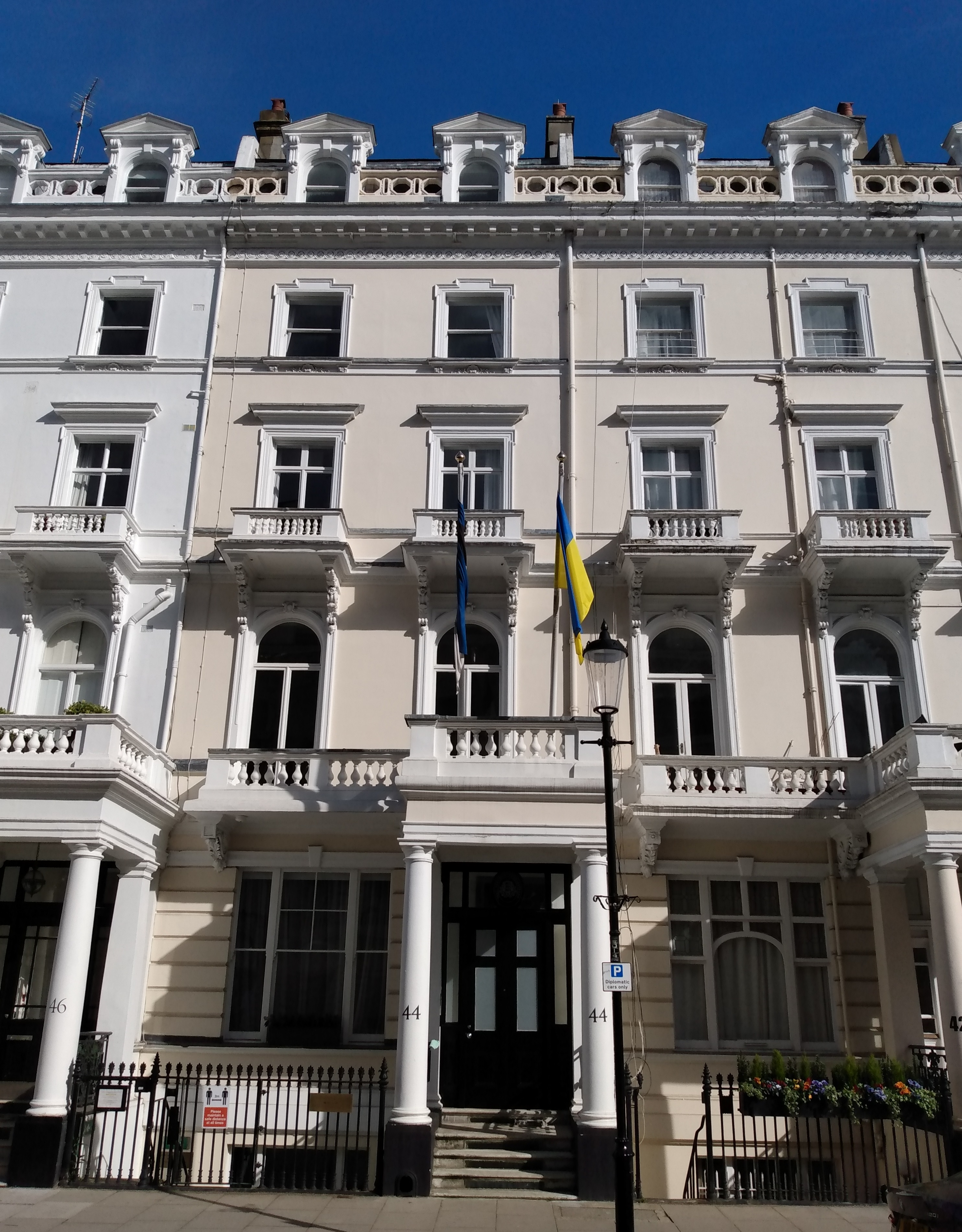
Consulado-General de Ucrania en Londres